# Proščajte, golubi!
Proščajte, golubi! (Прощайте, голуби) è un film del 1960 diretto da Jakov Aleksandrovič Segel'.